# GreedFall
GreedFall è un videogioco action RPG, sviluppato da Spiders e pubblicato da Focus Home Interactive. Il gioco è ambientato nel XVII secolo, in stile fantasy. È stato reso disponibile per Microsoft Windows, PlayStation 4 e Xbox One il 10 settembre 2019. Una nuova versione del gioco denominata Gold Edition è uscita il 30 giugno 2021 per Microsoft Windows, PlayStation 4, Xbox One, PlayStation 5 e Xbox Series X/S e include il gioco base e l'espansione La cospirazione De Vespe.

## Trama
Una malattia incurabile sta affliggendo i popoli del vecchio mondo che, alla ricerca di una cura, rivolgono lo sguardo verso le loro colonie di un'immensa isola incontaminata: Teer Fradee. Le varie fazioni del continente si ritrovano così in un ambiente selvaggio da esplorare, sfruttare e continuare a colonizzare, creando sia rapporti che contrasti con le popolazioni autoctone.
Il o la protagonista è De Sardet, giovane di una casata nobile della Congregazione dei Mercanti, che decide di accompagnare suo cugino Constantin ossia il governatore designato della colonia di Nuova Seréne in qualità di legato, con il compito specifico di gestire le relazioni fra le varie fazioni e le numerose tribù dei nativi. Lo scopo personale di De Sardet è però quello di trovare una cura per la malattia che sta colpendo il continente ed, essendo l'isola di Teer Fradee in gran parte inesplorata e ricca di magia e misteri, egli ritiene di dover almeno tentare di scoprire se in essa si possa trovare finalmente il rimedio per tale epidemia.
De Sardet si ritroverà appunto a dover girare per Teer Fradee in cerca di una cura e anche con lo scopo di mantenere la pace tra le fazioni, compito di per sé già poco facile, ostacolato in ogni dove dalla natura selvaggia, da numerosi banditi e anche da altri misteri e avvenimenti che andranno così a susseguirsi per tutto il corso dell'avventura.
Sebbene la storia dia la possibilità di scegliere quale percorso intraprendere, il vero risultato di tali scelte si manifesterà solo nella parte finale, dando al gioco più epiloghi per questa avventura.

## Modalità di gioco
Un'isola paradisiaca è stata scoperta dalle maggiori forze coloniali del secolo, distinte in più nazioni provenienti da terre immaginarie dove vivono diversi mostri, la quale però la razza umana possiede il dono della magia per contrastarli. Potrai interpretare un essere umano che è approdato recentemente sull'isola, che si allenerà con gli elfi nativi del luogo, oppure potresti essere un bruto guerriero di una delle qualsiasi nazioni straniere in competizione per conquistare e colonizzare la "nuova" terra, ma andrai alla ricerca di una cura per una malattia misteriosa che affligge te stesso e coloro che ti sono vicini.
Il giocatore (il cui sesso può essere scelto a inizio avventura), insieme ad altri colonizzatori, mercenari e cacciatori di tesori esplora un'isola dove i nativi sono protetti da esseri soprannaturali, che combattono contro i coloni invasori. Il gioco include un sistema di combattimento, una dinamica diplomatica e la possibilità di eseguire azioni in stile stealth. Le decisioni del giocatore possono influenzare la storia del gioco, nonché il rapporto tra le diverse fazioni stabilite sull'isola. Il videogioco supporta e sfrutta anche le funzionalità grafiche su PlayStation 4 Pro e Xbox One X. La mappa di gioco è suddivisa in più mappe esplorabili.

## Accoglienza
Sul sito web Metacritic, che si occupa di aggregare recensioni, riguardo a GreedFall le ha assegnato un voto di 72/100 basato su 38 recensioni. Mentre sul sito GameRankings, il videogioco per la versione PC ha ottenuto un punteggio di 73.22% su 100 basandosi su 16 critici, per la versione Play Station 4 ha ottenuto un punteggio di 74.15% su 100 basandosi su 17 critici, infine per la versione Xbox One ha ottenuto un punteggio di 82.50% su 100 basandosi su 4 critici.

### Vendite
La versione PS4 di GreedFall ha venduto 13 292 copie fisiche nella prima settimana di vendita in Giappone, diventando a tutti gli effetti il settimo videogioco più venduto al dettaglio della settimana nel paese. A novembre 2020, è stato confermato che GreedFall aveva venduto più di un milione di copie in tutto il mondo.

## Prequel
Il 18 maggio 2022 è stato annunciato un prequel, intitolato GreedFall 2: The Dying World, uscito in accesso anticipato il 24 settembre 2024 per Microsoft Windows, mentre la versione completa sarà disponibile nel 2025 anche per PlayStation 5 e Xbox Series X/S.